# Amt Riesenbeck
Das Amt Riesenbeck war ein Amt im Kreis Tecklenburg in Nordrhein-Westfalen. Im Rahmen der nordrhein-westfälischen Gebietsreform wurde das Amt zum 1. Januar 1975 aufgelöst.

## Geschichte
Im Rahmen der Einführung der Landgemeindeordnung für die Provinz Westfalen wurde 1844 im Kreis Tecklenburg die Bürgermeisterei Riesenbeck in das Amt Riesenbeck überführt. Dem Amt gehörte zunächst nur die Gemeinde Riesenbeck an. Im gleichen Jahr wurden im Kreis Tecklenburg auch die Ämter Bevergern, bestehend aus der Stadt Bevergern, und Dreierwalde, bestehend aus der Gemeinde Dreierwalde eingerichtet. Diese beiden Ämter wurden in Personalunion verwaltet und 1852 zum Amt Bevergen vereinigt.
Am 1. April 1900 wurde im Amt Riesenbeck die Gemeinde Hörstel durch Ausgliederung aus der Gemeinde Riesenbeck neugebildet.
Das Amt Bevergern wurde 1930 aufgehoben und Bevergern sowie Dreierwalde wurden in das Amt Riesenbeck eingegliedert. Das Amt Riesenbeck umfasste nunmehr die Stadt Bevergern sowie die Gemeinden Dreierwalde, Hörstel und Riesenbeck.
Das Amt Riesenbeck wurde zum 1. Januar 1975 durch das Münster/Hamm-Gesetz aufgelöst. Bis auf einzelne Flurstücke von Hörstel, die an die Stadt Ibbenbüren fielen, wurden die vier Gemeinden des Amtes zur neuen Stadt Hörstel zusammengeschlossen, die auch Rechtsnachfolgerin des Amtes ist und zum neuen Kreis Steinfurt gehört.

### Amtsbürgermeister
- 1945–1946 Paul Büscher
- 1946–1948 Josef Lüttmann
- 1948–1958 Florenz Hagemann
- 1958–1969 Josef Möllers[7]
- 1969–1975 Ernst-August Beyer (CDU)[8]

## Einwohnerentwicklung
Amt Riesenbeck
| Jahr | Einwohner | Quelle |
| ---- | --------- | ------ |
| 1858 | 3264      | [ 9 ]  |
| 1871 | 3.285     | [ 10 ] |
| 1885 | 3.065     | [ 11 ] |
| 1910 | 4.472     | [ 12 ] |
|      |           |        |
| 1939 | 8.468     | [ 13 ] |
| 1950 | 11.487    | [ 14 ] |
| 1974 | 14.328    | [ 14 ] |

Das Amt wurde 1930 vergrößert.
Amt Bevergern
| Jahr | Einwohner | Quelle |
| ---- | --------- | ------ |
| 1858 | 1.407     | [ 9 ]  |
| 1871 | 1.390     | [ 10 ] |
| 1885 | 1.343     | [ 11 ] |
| 1910 | 1.550     | [ 12 ] |